# Élite/Episodenliste

Logo zur Serie

Diese Episodenliste enthält alle Episoden der spanischen Dramaserie Élite (stilisierte Schreibweise ELITƎ), sortiert nach der spanischen Erstausstrahlung. Die Fernsehserie umfasst acht Staffeln mit 64 Episoden.

## Übersicht
| Staffel | Episodenanzahl | Erstveröffentlichung Spanien | Erstveröffentlichung Deutschland |
| ------- | -------------- | ---------------------------- | -------------------------------- |
| 1       | 8              | 5. Oktober 2018              | 5. Oktober 2018                  |
| 2       | 8              | 6. September 2019            | 6. September 2019                |
| 3       | 8              | 13. März 2020                | 13. März 2020                    |
| 4       | 8              | 18. Juni 2021                | 18. Juni 2021                    |
| 5       | 8              | 8. April 2022                | 8. April 2022                    |
| 6       | 8              | 18. November 2022            | 18. November 2022                |
| 7       | 8              | 20. Oktober 2023             | 20. Oktober 2023                 |
| 8       | 8              | 26. Juli 2024                | 26. Juli 2024                    |

## Staffel 1
Die Episoden der ersten Staffel wurden am 5. Oktober 2018 weltweit auf Netflix per Streaming veröffentlicht.
| Nr. (ges.) | Nr. (St.) | Deutscher Titel     | Originaltitel        | Regie            | Drehbuch                       |
| ---------- | --------- | ------------------- | -------------------- | ---------------- | ------------------------------ |
| 1          | 1         | Willkommen          | Bienvenidos          | Ramón Salazar    | Carlos Montero & Darío Madrona |
| 2          | 2         | Verlangen           | Deseo                | Dani de la Orden | Carlos Montero                 |
| 3          | 3         | Samstagabend        | Sábado noche         | Ramón Salazar    | Darío Madrona                  |
| 4          | 4         | Liebe macht süchtig | El amor es una droga | Ramón Salazar    | Darío Madrona                  |
| 5          | 5         | Alle lügen          | Todos mienten        | Dani de la Orden | Carlos Montero                 |
| 6          | 6         | Alles wird gut      | Todo va a salir bien | Dani de la Orden | Darío Madrona                  |
| 7          | 7         | Alles explodiert    | Todo estalla         | Ramón Salazar    | Carlos Montero                 |
| 8          | 8         | Assilah             | Assilah              | Ramón Salazar    | Carlos Montero & Darío Madrona |

## Staffel 2
Alle Episoden der zweiten Staffel wurden am 6. September 2019 weltweit auf Netflix per Streaming veröffentlicht.
| Nr. (ges.) | Nr. (St.) | Deutscher Titel          | Originaltitel         | Regie            | Drehbuch       |
| ---------- | --------- | ------------------------ | --------------------- | ---------------- | -------------- |
| 9          | 1         | Seit 20 Stunden vermisst | 20 horas desaparecido | Ramón Salazar    | Darío Madrona  |
| 10         | 2         | Seit 34 Stunden vermisst | 34 horas desaparecido | Ramón Salazar    | Carlos Montero |
| 11         | 3         | Seit 36 Stunden vermisst | 36 horas desaparecido | Ramón Salazar    | Breixo Corral  |
| 12         | 4         | Seit 59 Stunden vermisst | 59 horas desaparecido | Sílvia Quer      | Abril Zamora   |
| 13         | 5         | Seit 63 Stunden vermisst | 63 horas desaparecido | Sílvia Quer      | Jaime Vaca     |
| 14         | 6         | Seit 66 Stunden vermisst | 66 horas desaparecido | Sílvia Quer      | Carlos C. Tomé |
| 15         | 7         | Seit 84 Stunden vermisst | 84 horas desaparecido | Dani de la Orden | Abril Zamora   |
| 16         | 8         | Seit 0 Stunden vermisst  | 0 horas desaparecido  | Dani de la Orden | Breixo Corral  |

## Staffel 3
Die Veröffentlichung der Episoden der dritten Staffel fand am 13. März 2020 weltweit auf Netflix per Streaming statt.
| Nr. (ges.) | Nr. (St.) | Deutscher Titel      | Originaltitel      | Regie             | Drehbuch                      |
| ---------- | --------- | -------------------- | ------------------ | ----------------- | ----------------------------- |
| 17         | 1         | Carla                | Carla              | Jorge Torregrossa | Darío Madrona                 |
| 18         | 2         | Samuel und Guzmán    | Samuel y Guzmán    | Jorge Torregrossa | Jaime Vaca                    |
| 19         | 3         | Cayetana und Valerio | Cayetana y Valerio | Dani de la Orden  | Almudena Ocaña                |
| 20         | 4         | Lu                   | Lu                 | Dani de la Orden  | Carlos C. Tomé                |
| 21         | 5         | Ander                | Ander              | Jorge Torregrossa | Almudena Ocaña                |
| 22         | 6         | Rebeca               | Rebeca             | Jorge Torregrossa | Carlos C. Tomé & Andrés Seara |
| 23         | 7         | Nadia und Omar       | Nadia y Omar       | Dani de la Orden  | Jaime Vaca                    |
| 24         | 8         | Polo                 | Polo               | Dani de la Orden  | Darío Madrona                 |

## Staffel 4
Die Veröffentlichung der vierten Staffel fand am 18. Juni 2021 weltweit auf Netflix per Streaming statt.
| Nr. (ges.) | Nr. (St.) | Deutscher Titel          | Originaltitel                                  | Regie                   | Drehbuch                    |
| ---------- | --------- | ------------------------ | ---------------------------------------------- | ----------------------- | --------------------------- |
| 25         | 1         | Die neue Ordnung         | El Nuevo Orden                                 | Eduardo Chapero-Jackson | Jaime Vaca                  |
| 26         | 2         | Fünf Sekunden            | 5 segundos                                     | Eduardo Chapero-Jackson | Esther Morales & Jaime Vaca |
| 27         | 3         | Betrug und Eifersucht    | Cuando bailan las mentiras con las tentaciones | Ginesta Guindal         | David Lorenzo & Jaime Vaca  |
| 28         | 4         | Ich bin …                | Soy una…                                       | Ginesta Guindal         | Almudena Ocaña              |
| 29         | 5         | Reintegration            | La reinserción                                 | Eduardo Chapero-Jackson | Almudena Ocaña              |
| 30         | 6         | Auf die falsche Art      | Te quiero mal                                  | Eduardo Chapero-Jackson | David Lorenzo               |
| 31         | 7         | Bevor ich gehe (Teil I)  | Antes de irme (1a parte)                       | Ginesta Guindal         | Esther Morales & Jaime Vaca |
| 32         | 8         | Bevor ich gehe (Teil II) | Antes de irme (2a parte)                       | Ginesta Guindal         | Jaime Vaca                  |

## Staffel 5
Die Veröffentlichung der fünften Staffel fand am 8. April 2022 weltweit auf Netflix per Streaming statt.
| Nr. (ges.) | Nr. (St.) | Deutscher Titel                | Originaltitel              | Regie                              | Drehbuch                                   |
| ---------- | --------- | ------------------------------ | -------------------------- | ---------------------------------- | ------------------------------------------ |
| 33         | 1         | Ich habe ihn getötet           | Lo maté                    | Dani De La Orden                   | Jaime Vaca                                 |
| 34         | 2         | Alles geht                     | Todo vale                  | Dani De La Orden & Ginesta Guindal | David Lorenzo                              |
| 35         | 3         | Fessle mich                    | Átame                      | Lino Escalera                      | Jessica Pires & Lluís Mosquera             |
| 36         | 4         | Der Tote                       | El cuerpo                  | Lino Escalera                      | Jaime Vaca                                 |
| 37         | 5         | Erzähl mir die Wahrheit        | Por favor, di la verdad    | Ginesta Guindal                    | Almudena Ocaña & Jaime Vaca                |
| 38         | 6         | Liebe ist nicht käuflich       | No puedo comprar mi amor   | Ginesta Guindal                    | David Lorenzo & Jaime Vaca                 |
| 39         | 7         | Toxisch                        | Tóxico                     | Eduardo Chapero-Jackson            | Jessica Pires, Lluís Mosquera & Jaime Vaca |
| 40         | 8         | Deine Seite der Welt und meine | Tu lado del mundo y el mío | Eduardo Chapero-Jackson            | Jessica Pires & Jaime Vaca                 |

## Staffel 6
Die Veröffentlichung der sechsten Staffel fand am 18. November 2022 weltweit auf Netflix per Streaming statt.
| Nr. (ges.) | Nr. (St.) | Deutscher Titel | Originaltitel | Regie         | Drehbuch                                    |
| ---------- | --------- | --------------- | ------------- | ------------- | ------------------------------------------- |
| 41         | 1         | Panikattacken   | Ansiedad      | Lino Escalera | Jaime Vaca                                  |
| 42         | 2         | Selfies         | Selfis        | Lino Escalera | Jaime Vaca                                  |
| 43         | 3         | Nackt           | Desnudos      | Kike Maíllo   | Lluís Mosquera, Carlos Montero & Jaime Vaca |
| 44         | 4         | Krieg           | Guerra        | Kike Maíllo   | Jessica Pires                               |
| 45         | 5         | Trauer          | Duelo         | Elena Trapé   | Jessica Pires                               |
| 46         | 6         | Tina            | Tina          | Elena Trapé   | Alberto Manzano                             |
| 47         | 7         | Masken          | Máscaras      | Lino Escalera | Lluís Mosquera & Jaime Vaca                 |
| 48         | 8         | Trennung        | Separación    | Lino Escalera | Jaime Vaca                                  |

## Staffel 7
Die Veröffentlichung der siebten Staffel fand am 20. Oktober 2023 weltweit auf Netflix per Streaming statt.
| Nr. (ges.) | Nr. (St.) | Deutscher Titel                   | Originaltitel                      | Regie         | Drehbuch                                    |
| ---------- | --------- | --------------------------------- | ---------------------------------- | ------------- | ------------------------------------------- |
| 49         | 1         | Las Encinas                       | Las Encinas                        | Lino Escalera | Jaime Vaca                                  |
| 50         | 2         | Das Protokoll                     | Protocolo                          | Lino Escalera | Alberto Manzano Ruiz                        |
| 51         | 3         | Bling-Bling                       | Bling-Bling                        | Menna Fité    | Jessica Pires                               |
| 52         | 4         | Semikolon                         | Punto y coma                       | Menna Fité    | Guillermo J. Escribano                      |
| 53         | 5         | Die Familie                       | La familia                         | Roger Gual    | Lluís Mosquera & Jaime Vaca                 |
| 54         | 6         | Am Tiefpunkt                      | Tocar fondo                        | Roger Gual    | Jaime Vaca & Alberto Manzano Ruiz           |
| 55         | 7         | Umarme mich einfach               | Solo abrázame                      | Ana Vázquez   | Lluís Mosquera, Carlos Montero & Jaime Vaca |
| 56         | 8         | Ich will, dass alles ein Ende hat | Voy a acabar con esto para siempre | Ana Vázquez   | Jaime Vaca & Guillermo J. Escribano         |

## Staffel 8
Die Veröffentlichung der achten Staffel fand am 26. Juli 2024 weltweit auf Netflix per Streaming statt.
| Nr. (ges.) | Nr. (St.) | Deutscher Titel      | Originaltitel   | Regie           | Drehbuch                          |
| ---------- | --------- | -------------------- | --------------- | --------------- | --------------------------------- |
| 57         | 1         | Alumni               | Alumni          | Daniel Barone   | Jaime Vaca                        |
| 58         | 2         | Bis an die Grenze    | Al extremo      | Daniel Barone   | Alberto Manzano Ruiz & Jaime Vaca |
| 59         | 3         | Flammen              | Combustión      | Jota Linares    | Iker Azkoitia & Jaime Vaca        |
| 60         | 4         | Ich gehöre niemandem | No soy de nadie | Jota Linares    | Flora G. Villanueva               |
| 61         | 5         | Die letzte Nacht     | La última noche | Ginesta Guindal | Flora G. Villanueva               |
| 62         | 6         | Schuldig             | Culpables       | Ginesta Guindal | Alberto Manzano Ruiz & Jaime Vaca |
| 63         | 7         | Wie Geschwister      | Como hermanos   | Elena Trapé     | Iker Azkoitia & Jaime Vaca        |
| 64         | 8         | Ende des Schuljahrs  | Fin de curso    | Elena Trapé     | Carlos Montero                    |